# Ivo von Hibler
Ivo Hibler zu Lebmannsport (* 13. Oktober 1837 in Lienz; † 18. März 1926 in Klagenfurt) war ein österreichischer Rechtsanwalt und Politiker.

## Familie
Die Familie Hibler war seit 1580 in Lienz ansässig. Großvater von Ivo Hibler zu Lebmannsport, Franz Michael von Hibler (1741–1814), wurde 1808 in den bayerischen Adelsstand erhoben und nannte sich nach dem Familienwohnsitz "zu Lebmannsport". Hibler war der Sohn des Gutsbesitzers in Lienz Dismas von Hibler (* 8. März 1793; † 26. Dezember 1851) und dessen Ehefrau Kreszenzia geb. Kranz (* 1798). Er war römisch-katholisch und heiratete am 5. Januar 1875 Gabriele von Fradeneck (* 13. Juli 1845; † 25. Dezember 1903). Aus der Ehe gingen zwei Töchter hervor.

## Leben
Nach dem Jusstudium, welches er mit der Promotion zum Dr. jur. abschloss, war er 1867 zunächst Advokatskonzipient in Villach in der Rechtsanwaltskanzlei Josef Luggin, bevor er 1874 eine eigene Kanzlei in Klagenfurt eröffnete. Er war ab 1883 Vertreter der Stadt Klagenfurt in Rechtsangelegenheiten. Von 1908 bis 1922 war er Präsident der Kärntner Rechtsanwaltskammer. Er war Mitglied und Säckelwart des Villacher Turnvereins und Mitglied des Deutschen und Österreichischen Alpenvereins sowie Obmann des deutschen Vereines in Klagenfurt.
Hibler war bis 1896 Mitglied des Klagenfurter Gemeinderats. Vom 22. September 1884 bis zum 25. Juli 1896 war er Abgeordneter im Kärntner Landtag für den Wahlkreis STM 1 Klagenfurt. Im Landtag war er in der VI. Wahlperiode von 1884 bis 1890 Mitglied des juridisch-politischen, des volkswirtschaftlichen und des Glanregulierungs-Ausschusses und in der VII. Wahlperiode von 1890 bis 1896 Mitglied des land- und volkswirtschaftlichen und des juridisch-politischen Ausschusses sowie des Eisenbahn-Sonderausschusses. Er gehörte dem Klub Deutschliberale an.

## Auszeichnungen
- 1923 Ehrenbürger von Klagenfurt
- 1908 Ritter des Ordens der Eisernen Krone und des Franz-Josephs-Ordens
- 1918 Kriegskreuz für Zivilverdienste

Er war Ehrenmitglied des Österreichischen Alpenvereins und der Kärntner Anwaltskammer.
Er liegt auf dem Friedhof St. Ruprecht begraben.